# Saulius Ritter
Saulius Ritter (Vilnius, 23 de agosto de 1988) é um remador lituano, medalhista olímpico.

## Carreira
Ritter competiu nos Jogos Olímpicos de 2012 e 2016, conquistando a medalha de prata, no Rio de Janeiro, com Mindaugas Griškonis na prova do skiff duplo. Quatro anos antes ficou em sexto lugar na mesma prova, competindo com Rolandas Maščinskas, em Londres.